# سنغ مليدة (أمجز)
سنغ ملیدة (بالفارسية: سنگ ملیده) هي منطقة سكنية تقع في إيران في قسم أمجز الريفي. يقدر عدد سكانها بـ 102 نسمة بحسب إحصاء 2016.